# Frank Carlucci
Frank Charles Carlucci III (18. října 1930 Scranton, Pensylvánie – 3. června 2018 McLean, Virginie) byl americký politik za Republikánskou stranu. Ve vládě Ronalda Reagana v letech 1987–1989 působil jako ministr obrany.
Do doby než se stal ministrem obrany působil v různých vysokých vládních funkcích, z nichž nejvýznamnější byla v letech 1986–1987 v Reaganově administrativě funkce poradce pro národní bezpečnost. Po odchodu z vládního angažmá působil v byznysu. Zemřel v roce 2018 v důsledku komplikací Parkinsonovy nemoci.